# برنارد نيومان (سياسي)
برنارد نيومان هو سياسي كندي، ولد في 4 أغسطس 1914 في وندسور في كندا، وتوفي بنفس المكان في 6 نوفمبر 1995. حزبياً، نشط في الحزب الليبرالي في أونتاريو ‏. وقد انتخب عضو برلمان مقاطعة أونتاريو.